# Ben Lomond nationalpark
Ben Lomond nationalpark är en nationalpark som är beläget i nordöstra delen av australiska delstaten Tasmanien, ca 50 km öster om Launceston. Parken har en yta på 18 192 hektar.
Parken grundades den 23 juli 1947.
Berget med samma namn, Ben Lomond, finns på nationalparken och är det näst högsta tasmanska berg efter Mount Ossa.